# Tomaszowice (województwo lubelskie)
Tomaszowice – wieś w Polsce położona w województwie lubelskim, w powiecie lubelskim, w gminie Jastków.
Za czasów Królestwa Polskiego istniała gmina Tomaszowice. 
W latach 1975–1998 miejscowość położona była w województwie lubelskim.
Wieś stanowi sołectwo gminy Jastków. Według Narodowego Spisu Powszechnego z roku 2011 wieś liczyła 477 mieszkańców.

## Historia
Wieś występuje w dokumentach źródłowych w roku 1381 jako Thomaszenicze. Nazwa wsi zmieniała się kilkakrotnie aż do współczesnych Tomaszowic. Zmieniali się też kolejni właściciele. W XVII wieku Tomaszowice należały do Stanisława Borowskiego, w 1739 roku ich właścicielką była Anna z Opolskich Kurdwanowska, pod koniec XVIII wieku posiadłość przeszła do rąk rodziny Dłuskich herbu Nałęcz. Ostatnia właścicielka z rodu Dłuskich – Anna Dłuska w roku 1863 wybudowała w miejscu starego szlacheckiego dworu nowy murowany pałac o cechach neoklasycystycznych. Fotografie i opis pałacu, którego fronton zdobiły attykowe murki, neobarokowe wazony i balkon o dwóch kolumnach, zamieściła w roku 1912 "Wieś Ilustrowana". W roku 1880 posiadłość przejęła rodzina Grabowskich, potem Pieniążków i Lewińskich
. Od roku 1905 należała do rodu Ostromęckich, aż do 1945, kiedy to nowe władze wypędziły z pałacu ostatnią właścicielkę – Jadwigę Ostromęcką-Modzelewską, zasłużoną nauczycielkę szkoły w Tomaszowicach i w Sieprawicach

## Komunikacja
Od 1 września 2015 roku do miejscowości kursuje linia autobusowa nr 33

## Sport
W 1967 roku w Tomaszowicach utworzono klub piłkarski Legion Tomaszowice. Po sezonie 2004/05 został on rozwiązany, a następnie reaktywowany w 2006 roku. W sezonie 2021/22 drużyna gra w Keeza klasie B, grupie Lublin II.